# Hololepta dilatata
Hololepta dilatata är en skalbaggsart som beskrevs av Schmidt 1892. Hololepta dilatata ingår i släktet Hololepta och familjen stumpbaggar. Inga underarter finns listade i Catalogue of Life.